# Fifth Third Bank Tennis Championships 2008
Il Fifth Third Bank Tennis Championships 2008 è stato un torneo di tennis facente parte della categoria ATP Challenger Series nell'ambito dell'ATP Challenger Series 2008. Il torneo si è giocato a Lexington negli Stati Uniti dal 21 al 27 luglio 2008 su campi in cemento e aveva un montepremi di $50 000.

## Vincitori

### Singolare
Somdev Devvarman ha battuto in finale  Robert Kendrick con il punteggio di 6–3 6–3.

### Doppio
Andrea Stoppini /  Alessandro Da Col hanno battuto in finale  Olivier Charroin /  Erik Chvojka con il punteggio di 7–5 6–4.